# Bhangra
Bhangra är en musikstil som främst utvecklats av Londons växande skara av unga musiker med indisk och pakistansk bakgrund. Bhangra har sitt ursprung i sikhernas och annan folkmusik i Punjab, och var ursprungligen musik som spelades till den dans som hörde ihop med skördefesten. På 1980-talet utvecklades i London en elektrifierad, datoriserad och rytmisk popbhangra som innehöll mycket av reggae, ragga, hiphop och dancehall. Bhangran har sedan 1980-talet utvecklats till en populärmusik med internationella framgångar.

## Bhangrans utveckling
Den artist som ofta pekas ut som den förste som gjorde bhangra populär bland indiska populationer jorden runt är Malkit Singh. Efter stora framgångar med sitt första album 1984 flyttade han och hans band från Punjab till Storbritannien för att låta sig influeras av andra musikstilar. Gurdas Mann var först med att införa icke-indiska instrument i musiken från Punjab, vilket förändrade den radikalt. I den londonbaserade bhangran hörs rapens inflytande på vissa låtar, medan den i andra fall är mycket lik jamaicansk ragga och dancehall.
Andra viktiga artister är den southallbaserade gruppen Alaap, som leddes av Channi Singh. Alaaps singel "Bhabiye Ni Bhabiye" (1982) räknas som den första popbhangralåten någonsin.
Gruppen Heera, bildades av Bhupinder Bhindi var ett av de populäraste bhangra-banden under 1980-talet. Genom Heeras album Jag Wala Mela och Diamonds From Heera producerade av Kuljit Bhamra respektive Deepak Khazanchi tog Bhangran steget från att vara moderniserad folkmusik till att vara en tumff världsmusik som tillkommit genom att trummaskiner, synthesizers och digitala keyboards mixades med traditionella instrument från Punjabi. Traditionell bhangra använder sig av dholtrumma. När denna används tillsammans med instrument för percussion och sin mindre kusin dholkitrumman utvecklas ett speciellt rytmmönster som medför att bhangramusiken nästan blir identisk med reggae. Detta unika förhållande – att samma typ av musik har utvecklats oberoende av varandra på olika platser på jorden – är något som flera artister tagit fasta på. En sådan artist är Apache Indian. Andra viktiga grupper var The Saathies, Bhujungy Group och Apna Sangeet. Den sistnämnda, som återförenats år 2009 efter ett långt uppehåll, räknas som ett av de bästa livebanden inom bhangra.

## Bhangra
Indiernas utvandring till en rad olika engelsktalande länder har medfört att bhangra har lyssnare över hela världen. Kopplingen till reggae är särskilt stark då många länder kring Jamaica har stora grupper av indier. I Guyana och Surinam i Sydamerika, med kusten mot Karibiska havet, är majoriteten av befolkningen etniska indier. På Trinidad och Tobago, som har en väl utvecklad musikindustri, är över 40 procent av invånarna indier. Dessa är och har varit lika involverade i produktionen av populärmusiken och deltagandet i karnevalen som socaproducenterna landet. Minoriteter av indier finns dessutom på alla engelskspråkiga öar i Karibiska havet. En viss genre kallas bhangra reggae och låter ungefär som modern jamaicansk dancehall. Apache Indian är en artist som radat upp musikaliska bevis på släktskapet mellan bhangra och ragga, och även mellan bhangra och hiphop (i till exempel "Make Way For The Indian"). Han kallade sig själv för "bhangramuffin" (jfr reggaens raggamuffin) och sade att hans musik var "Evolucion Reggae". Musiken var lättare för européer och amerikaner att ta till sig, eftersom hans låtar var helt eller delvis på engelska.
På 1990-talet kom artister som Surinder Shinda, Harbhajan Mann, Manmohan Waris, Meshi Eshara, Sarbjit Cheema, Hans Raj Hans, Sardool Sikander, Sahotas, Geet the Mega Band, Anakhi, Sat Rang, XLNC, B21, Shaktee, Intermix, Sahara (band), Paaras, PDM, DCS, Amar Group, Sangeet Group och Bombay Talkie.

## Bhangra idag
Trots att London varit centrum för popbhangran i över 20 år och musiken flirtat med andra musikstilar har bhangra aldrig slagit igenom på samma sätt som reggae eller ens soca eller colombiansk cumbia. Det beror på att bhangralyriken alltid är på språket punjabi. Inte ens de flesta indierna eller pakistanierna förstår texterna, som i allmänhet handlar om kärlek, förhållanden, pengar, dans, berusning, äktenskap och liknande ämnen. Dessutom finns ett stort antal bhangralåtar tillägnade regionen Punjabi och dess hjältar (Regionen Punjab i Brittiska Indien klövs i två delar år 1947 efter det att kolonialmakten dragit sig tillbaka och Pakistan blivit en nation skild från Indien). Ovanligt många bhangratexter, och även musiken, har skrivits av Udham Singh och Bhagat Singh. Det språkliga undantaget under 1980-talet och början av 1990-talet var som nämnts brittiskfödde indiern Apache Indian, men en bit in på 2000-talet har han fått flera efterföljare som mixar engelska och punjabi (eller andra indiska språk för den delen). Det händer också att framgångsrika nya reggaelåtar (dancehall, roots n' culture) mixas om och ges ett bhangrasound med trummorna dhol dholkit ständigt närvarande.
Till de populäraste bhangra-grupperna och artisterna på 2000-talet hör Jinxx, Sohni Lagdi, Manmohan Waris, Jazzy Bains, Kamal Heer, Harbhanjan Maan, Sarabjit Cheema och Debi Makhsoospuri. Eftersom marknaden för mixad musik har vuxit, och det finns många duktiga musikmixare i USA av indiskt ursprung, har marknaden vuxit i USA, Canada, Mexiko, Venezuela och Karibiska övärlden., har också antalet hitlåtar i Amerika och Europa försetts med "bhangra-sound" för att hitta till den indiska publiken. Tvärtom, har även bhangran försetts med inslag från reggae, ragga, dub, hip-hop, house, techno m m, för att ge den en annan krydda.
Denna invasion av musiken i Nordamerika gjorde att man började tala om post-bhangra. Men det var inte musiken som förändrades så mycket; den höll jämna steg med olika trender inom rap och dancehall. I Storbritannien hade de och alla som liknade dem fått öknamn som "pakis", men den genomsnittlige engelsmännen hade i själva verket goda kunskaper om Indien, Pakistan, sikher och ett Punjab som hamnat i kläm. I stället blev begreppet "ras" något påtagligt i USA, och bhangraartisterna kom in i en värld där varje etnisk grupp hade sina uttrycksformer inom kultur, framför allt inom musiken. I USA betraktades de rent allmänt som "indier" eftersom de uppenbarligen inte var afroamerikaner, latinamerikaner, kineser eller européer. Den genomsnittlige amerikanen vet inget mer om Indien än att det är fattigt, folkrikt och ändå "haft mage" att kalla sig för "världens största demokrati", något som ju USA är. Om Pakistan, ett grannland till Afghanistan, känner medelamerikanen till det som florerat i nyheterna på grund av jakten på talibaner och terrorister. Bhangraartisterna såg hur till exempel afroamerikanerna, oavsett hur de såg på dem, ändå hade förebilder som Martin Luther King, Malcolm X och de Svarta Pantrarna. Jamaicanerna hade sin rastafari-tro och Marcus Garvey, även om rastafarianerna är en liten minoritet, men även ikonen Bob Marley som var känd i stort sett alla länder på jorden. Latinamerikanerna hade på samma sätt en stark kultur och sina hjältar och förebilder. Även punjaber och andra människor från Indien och Pakistan ville ha något att falla tillbaka på, och detta ledde till att vissa bhangraartister blev mer politiska och började sjunga på engelska. Att lyriken i den s.k. post-bhangran, och i vissa fall även bhangradansen som konstform, blivit om inte mer politisk så mycket mer provokativ konstateras även av Ropa Singh, som har en examen från Berekeley Law School och professor i juridik, film och populärkultur och dessutom själv är poet.